# Цуриков, Андрей Владимирович
Андре́й Влади́мирович Цу́риков (укр. Андрій Володимирович Цуріков; род. 5 октября 1992, Запорожье) — украинский футболист, защитник ковалёвского «Колоса».

## Клубная карьера
В 7 лет попал в футбольную школу запорожского «Металлурга». Тренер — Владимир Шаповалов. С 2005 года по 2009 год выступал в ДЮФЛ за «Металлург». 3 апреля 2009 года Цуриков дебютировал за «Металлург-2» во Второй лиге Украины в домашнем матче против мелитопольского «Олкома» (1:0). Всего в сезоне 2008/09 за «Металлург-2» он сыграл 6 игр и забил 1 гол (в ворота харьковского «Арсенала»). Летом 2009 года попал в дубль «Металлурга», который выступал в молодёжном первенстве Украины. В сезоне 2009/10 он сыграл 22 матча и забил 2 гола в первенстве дублёров.
25 июля 2010 года он дебютировал за основу «Металлурга» в Премьер-лиге Украины в выездном матче против львовских «Карпат» (1:4), Цуриков неплохо отыграл весь поединок, также в этом матче он получил жёлтую карточку. В октябре 2010 года вместе с командой стал победителем Кубка Кучеревского, в финале «Металлург» обыграл днепропетровский «Днепр» (3:2). 10 апреля 2011 года в домашнем матче против киевского «Динамо» (1:1), Цуриков забил свой первый гол в чемпионате Украины и принёс клубу неожиданную ничью. По итогам сезона 2010/11 «Металлург» занял последнее 16 место и вылетел в Первую лигу Украины. В этом сезоне Андрей провёл 13 матчей и забил 1 гол в Премьер-лиге, в Кубке Украины он провёл 1 матч, также 10 матчей и 1 забитый гол провёл в молодёжном первенстве. 13 апреля 2013 года дебютировал за основу «Динамо» в матче против львовских «Карпат» выйдя на замену в конце матча вместо Брауна Идейе.
Зимой 2015 года на правах аренды вернулся в запорожский «Металлург», где отыграл до конца сезона 2014/15. Летом 2015 года вместе с группой других игроков «Динамо» перешёл в аренду в ужгородский клуб «Говерла».
С начала 2016 года перешёл на правах аренды в греческий клуб «Левадиакос». В конце 2016 играл на правах аренды в «Александрию». 15 июня 2017 года разорвал контракт с «Динамо» и стал свободным агентом. После чего футболист подписал контракт с «Александрией». В конце сезона 2018/19 Цуриков покинул стан команды.
Летом 2019 года подписал двухлетний контракт с чешским «Яблонцом». За «Яблонец» украинец не сыграл ни одного матча. Зимой 2020 года подписал трёхлетний контракт с «Днепром-1».
В июле 2021 года заключил соглашение с харьковским «Металлистом», однако в следующем месяце был отдан в годичную аренду в «Александрию». По окончании арендного соглашения Цуриков заключил полноценный контракт с александрийцами сроком на один год.
С лета 2023 года — игрок ковалёвского «Колоса».

## Карьера в сборной
В июне 2008 года был впервые вызван в юношескую сборную Украины до 17 лет на турнир памяти Виктора Банникова. На турнире Украина заняла 5-е место.
В апреле 2010 года провёл 4 матча за юношескую сборную Украины до 19 лет.

## Достижения
«Динамо» (Киев)
- Обладатель Кубка Украины: 2013/14